# Thymistadopsis albidescens
Thymistadopsis albidescens är en fjärilsart som beskrevs av George Francis Hampson 1895. Thymistadopsis albidescens ingår i släktet Thymistadopsis och familjen sikelvingar. Inga underarter finns listade i Catalogue of Life.